# Diócesis de Sorsogón
La diócesis de Sorsogón (en latín: Dioecesis Sorsogonensis, en inglés: Roman Catholic Diocese of Sorsogon y en tagalo: Diyosesis ng Sorsogon) es una circunscripción eclesiástica de la Iglesia católica en Filipinas. Se trata de una diócesis latina, sufragánea de la arquidiócesis de Cáceres, que tiene al obispo Jose Alan Verdejo Dialogo como su ordinario desde el 15 de octubre de 2019.

## Territorio y organización
La diócesis tiene 2141 km² y extiende su jurisdicción sobre los fieles católicos de rito latino residentes en la provincia de Sorsogón en la región de Bicolandia, isla Luzón. 
La sede de la diócesis se encuentra en la ciudad de Sorsogón, en donde se halla la Catedral de San Pedro y San Pablo.
En 2020 en la diócesis existían 30 parroquias.

## Historia
La diócesis fue erigida el 29 de junio de 1951 con la bula Quo in Philippina del papa Pío XII, obteniendo el territorio de la arquidiócesis de Cáceres.
El 23 de marzo de 1968 cedió una parte de su territorio para la erección de la diócesis de Masbate mediante la bula Sorsogonensis dioecesis curatio del papa Pablo VI.

## Estadísticas
Según el Anuario Pontificio 2021 la diócesis tenía a fines de 2020 un total de 713 400 fieles bautizados.
| Año                                                                             | Población            | Población | Población      | Sacerdotes | Sacerdotes    | Sacerdotes    | Bautizados por sacerdote | Diáconos permanentes | Religiosos | Religiosos | Parroquias |
| Año                                                                             | Bautizados católicos | Total     | % de católicos | Total      | Clero secular | Clero regular | Bautizados por sacerdote | Diáconos permanentes | Varones    | Mujeres    | Parroquias |
| ------------------------------------------------------------------------------- | -------------------- | --------- | -------------- | ---------- | ------------- | ------------- | ------------------------ | -------------------- | ---------- | ---------- | ---------- |
| 1970                                                                            | 444 142              | 497 786   | 89.2           | 55         | 54            | 1             | 8075                     |                      | 1          | 42         | 21         |
| 1980                                                                            | 459 000              | 512 000   | 89.6           | 41         | 41            |               | 11 195                   |                      |            | 46         | 23         |
| 1990                                                                            | 564 395              | 606 877   | 93.0           | 55         | 50            | 5             | 10 261                   |                      | 5          | 48         | 25         |
| 1999                                                                            | 570 810              | 633 715   | 90.1           | 77         | 67            | 10            | 7413                     |                      | 110        | 82         | 26         |
| 2000                                                                            | 578 437              | 641 320   | 90.2           | 75         | 65            | 10            | 7712                     |                      | 98         | 77         | 26         |
| 2001                                                                            | 606 048              | 673 386   | 90.0           | 77         | 67            | 10            | 7870                     |                      | 98         | 62         | 26         |
| 2002                                                                            | 631 665              | 664 911   | 95.0           | 85         | 75            | 10            | 7431                     |                      | 87         | 65         | 26         |
| 2003                                                                            | 639 580              | 673 243   | 95.0           | 81         | 67            | 14            | 7896                     |                      | 115        | 107        | 26         |
| 2004                                                                            | 651 930              | 688 903   | 94.6           | 80         | 66            | 14            | 8149                     |                      | 35         | 105        | 26         |
| 2010                                                                            | 719 000              | 777 000   | 92.5           | 89         | 62            | 27            | 8078                     |                      | 164        | 101        | 28         |
| 2014                                                                            | 776 000              | 838 000   | 92.6           | 151        | 57            | 94            | 5139                     |                      | 197        | 82         | 28         |
| 2017                                                                            | 680 874              | 728 459   | 93.5           | 159        | 56            | 103           | 4282                     |                      | 206        | 78         | 30         |
| 2020                                                                            | 713 400              | 763 230   | 93.5           | 168        | 61            | 107           | 4246                     |                      | 187        | 79         | 30         |
| Fuente: Catholic-Hierarchy, que a su vez toma los datos del Anuario Pontificio. |                      |           |                |            |               |               |                          |                      |            |            |            |

## Episcopologio
- Teopisto Valderrama Alberto † (10 de julio de 1952-7 de septiembre de 1959 nombrado arzobispo coadjutor de Cáceres[4])
- Arnulfo Surtida Arcilla † (7 de septiembre de 1959-11 de diciembre de 1979 renunció)
- Jesus Yu Varela † (27 de noviembre de 1980-16 de abril de 2003 retirado)
- Arturo Mandin Bastes, S.V.D. (16 de abril de 2003 por sucesión-15 de octubre de 2019 retirado)
- Jose Alan Verdejo Dialogo, desde el 15 de octubre de 2019